# Сан Бартоломео (Бергамо)
Сан Бартоломео је насеље у Италији у округу Бергамо, региону Ломбардија.
Према процени из 2011. у насељу је живело 6 становника. Насеље се налази на надморској висини од 859 м.